# Charny, Seine-et-Marne
Charny är en kommun i departementet Seine-et-Marne i regionen Île-de-France i norra Frankrike. Kommunen ligger i kantonen Mitry-Mory som tillhör arrondissementet Meaux. År 2022 hade Charny 1 584 invånare.

## Befolkningsutveckling
Antalet invånare i kommunen Charny
| Referens: INSEE |